# Aphrodite (voilier)
Pour les articles homonymes, voir Aphrodite (homonymie).
L’Aphrodite est un brick à coque acier, construit aux Pays-Bas en 1994.

Ce voilier porte des phares carrés c'est-à-dire plusieurs étages de voiles carrées sur ses deux mâts, une solution apparue avec l'augmentation de la taille des voiliers, afin que les voiles restent cargables par un nombre réduit de marins.

## Histoire
Navire récent, l’Aphrodite est surtout remarquable par son gréement carré et ses 19 voiles. 
Il propose des croisières d'un jour, pour un maximum de 45 passagers. Il navigue essentiellement en mer Baltique et du Nord.

Avec ses huit cabines doubles, il propose aussi des voyages pour un maximum de seize personnes.